# Zajetje Fort Ticonderoga
Zavzetje utrdbe Fort Ticonderoga se je zgodilo med ameriško revolucionarno vojno 10. maja 1775, ko je majhna enota Green Mountain Boys pod vodstvom Ethan Allena in polkovnika Benedicta Arnolda presenetila in zajela majhno britansko garnizijo utrdbe britansko garnizijo utrdbe. Topove in drugo orožje v utrdbi Ticonderoga je kasneje polkovnik Henry Knox v topniškem pratežu prepeljal v Boston in jih uporabil za utrjevanje Dorchester Heights in prekinitev zastoja pri obleganju Bostona.
Zavzetje utrdbe je pomenilo začetek ofenzivnih akcij Američanov proti Britancem. Do te točke so bile vse bitke, ki so jih Američani vodili, obrambne, npr. bitka pri Lexingtonu in Concordu, Po zavzetju Ticonderoge je majhen odred 11. maja zavzel bližnji utrdbo Crown Point. Sedem dni pozneje je Arnold s 50 možmi napadel utrdbo Saint-Jean (Quebec) na reki Richelieu v južnem Quebecu in zasegel vojaške zaloge, topove in največje vojaško plovilo na jezeru Champlain.
Čeprav je bil obseg te vojaške akcije relativno majhen, je imela pomemben strateški pomen. Oviralo je komunikacijo med severnimi in južnimi enotami britanske vojske ter nastajajoči celinski vojski dalo izhodišče za invazijo na Quebec pozneje leta 1775. Vpleteni sta bili tudi dve izjemni osebnosti, Allen in Arnold, ki sta si vsak od njiju prizadevala pridobiti čim več zaslug in časti za ta dogodka. Najpomembneje pa je bilo, da je bilo v prizadevanju pod vodstvom Henryja Knoxa topništvo iz Ticonderoge prepeljano čez Massachusetts do višin, ki so nadzorovale bostonsko pristanišče, kar je Britance prisililo k umiku iz tega mesta.